# LEOPARD-Syndrom
Das LEOPARD-Syndrom bezeichnet angeborene Fehlbildungen von Herz und Haut und wird deshalb auch „kardiokutanes Syndrom“ genannt. Es handelt sich hierbei um eine Variante des Noonan-Syndroms, bei der Pulmonalstenose und hypertrophe Kardiomyopathie den hervorstechenden kardialen Phänotyp darstellen. Zur Hälfte kommen das LEOPARD- und das Noonan-Syndrom sporadisch, zur Hälfte autosomal-dominant vererbt vor. Das verantwortliche Gen ist auf dem Chromosom 12q22 gelegen und verschlüsselt die Synthese von Protein-Tyrosin-Phosphatase, nonreceptor Typ 11 (PTPN11).
LEOPARD als Akronym steht für:
- Lentiginose
- EKG-Veränderungen: Schenkelblock
- Okulär: Hypertelorismus
- Pulmonalstenose und subvalvuläre Aortenstenose
- Anomalien der Geschlechtsorgane: Hypospadie, Kryptorchismus, Keimdrüsenunterdrückung
- Retardiertes Wachstum: Skelettanomalien wie Trichterbrust, Scapula alata, Überstreckbarkeit der Gelenke
- Taubheit (englisch deafness) sensorineural

Die Lentigines weisen (wie beim Peutz-Jeghers-Syndrom) auf eine systemische Erkrankung hin. Sie entstehen zu Hunderten im Kindesalter auf der gesamten Körperoberfläche, blassen mit zunehmendem Alter im Gesicht ab, nicht aber in der Mundhöhle.
Die Behandlung des Syndroms erfolgt symptomatisch.

## Klinischer Aspekt

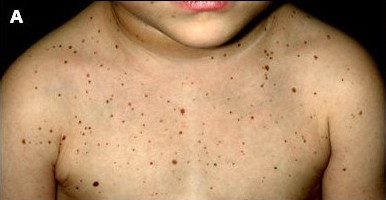
Zweijähriges Kind mit multiplen Lentigines am Körperstamm und nachgewiesener PTPN11-Gen-Mutation
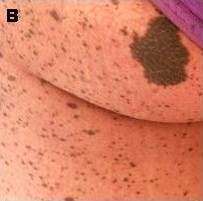
28-jährige Frau mit vielen Lentigines und cafè-au-lait-Flecken
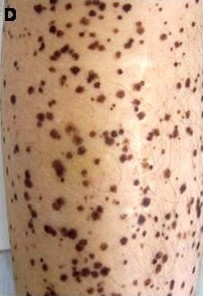
Bein eines 37-Jährigen mit LEOPARD-Syndrom
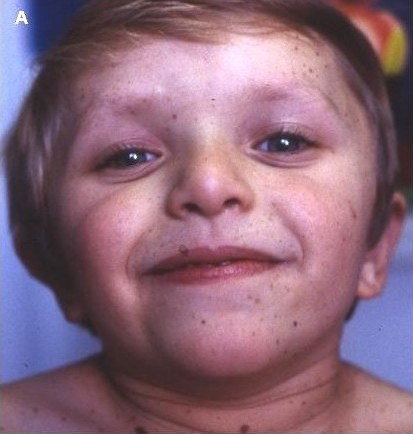
5-jähriges Kind mit LEOPARD-Syndrom, cafè-au-lait-Flecken und Dysmorphie-Zeichen: Hypertelorismus, Ptosis, blaue Skleren, niedriger Ansatz von dysmorphen Ohren